# 新杜布尼察
新杜布尼察是斯洛伐克的城鎮，位於該國西北部，由特倫欽州負責管轄，面積11.3平方公里，海拔高度240米，2004年人口12,358，其中七成居民信奉羅馬天主教。

## 外部連結
- Official website